# Olositans
Els olositans eren un hipotètic poble iber establert en algun punt de la zona oriental dels Pirineus. La sola evidència de la seva existència és un parell d'inscripcions sobre plom trobades a Empúries, amb les llegendes OLOSSITA[... i LEGATI OLOSSI / TANI. Hom ha comparat aquest terme amb les lectures que ofereixen unes dracmes empuritanes olośoŕtin i olośteceŕ betaśeśalir, de significat desconegut però que es poden relacionar amb l'arrel olos- dels olositans.
No hi ha consens entre els estudiosos per identificar aquest poble, que tant podria ser un grup humà (sens dubte d'ètnia ibera) com fer referència als habitants d'una localitat. Sembla, en qualsevol cas, que serien veïns dels indigets. En general, hom ha comparat el seu nom amb els de les viles d'Olot i Olost. En el cas de relacionar la tribu dels olositans amb Olot, se situarien en un lloc on encara no s'han trobat poblats ibèrics; no obstant això, podrien coincidir amb l'espai que ocupaven els castel·lans (en el cas que Bassi sigui la Vall d'en Bas i Sebéndunon sigui Besalú), i que simplement fossin dos noms per a un mateix poble. El pas d'Olossitani a Olot es podria explicar per una dissimilació d'un hipotètic * Olottitani a Olossitani. En canvi, si s'accepta la relació etimològica amb el nom d'Olost, la tribu dels olositans podria haver ocupat una petita franja entre els bargusis i els ausetans.